# Sergi Guardiola
Sergio Guardiola Navarro, meglio noto come Sergi Guardiola (Manacor, 29 maggio 1991), è un calciatore spagnolo, attaccante del Córdoba.

## Caratteristiche tecniche
È un centravanti dinamico e con un buon tiro.

## Carriera
Il 28 dicembre 2015 ha siglato un contratto con il Barcellona, venendo assegnato alla squadra riserve. Poche ore dopo il contratto venne risolto al seguito della scoperta di alcuni tweet offensivi pubblicati nel 2013 dal giocatore verso la Catalogna.
Il 31 agosto 2018 ha esordito nella Liga disputando con il Getafe l'incontro pareggiato 0-0 contro il Real Valladolid. Nel gennaio 2019 si trasferisce al Real Valladolid.
Il 1º luglio 2023 viene acquistato dal Cadice.